# George Nicholson (horticulteur)
Pour les articles homonymes, voir George Nicholson et Nicholson.
George Nicholson, né le 7 décembre 1847 à Rippon (Yorkshire) et mort le 20 septembre 1908 à Richmond, est un botaniste et horticulteur anglais, comptant parmi les 60 récipiendaires de la médaille Victoria de l'honneur de la Royal Horticultural Society en 1897 pour leurs contributions à l'horticulture. Il est connu pour avoir édité The Illustrated Dictionary of Gardening, entre 1884 et 1888 avec supplément, et publié par L. Upcott Gill de Londres. 

## Biographie
George Nicholson est le fils du pépiniériste James Nicholson. Il travaille pour la pépinière Fisher & Holmes de Sheffield, voyage en France et trouve un emploi à La Muette, pépinière de Paris, parlant couramment français et allemand. Il épouse en 1875 à Thirsk Elizabeth Naylor Bell, qui meurt en 1879 à l'âge de 28 ans, laissant un fils.
Il commence à travailler aux Jardins botaniques royaux de Kew en 1873, succédant à John Smith comme conservateur des jardins en 1886 et y demeurant jusqu'en 1901, date à laquelle il prend sa retraite pour raison de santé. Il prend toutefois part à des projets botaniques occasionnels lorsque sa santé le lui permet. Il demeurait aux Old Deer Park Villas, à Richmond en 1881. En 1891, il s'installa aux jardins botaniques royaux de Kew avec son fils, James Bell Nicholson, et avec sa sœur qui tenait sa maison. Dix ans plus tard, en 1901, le recensement rapporte qu'il demeurait toujours avec sa sœur.

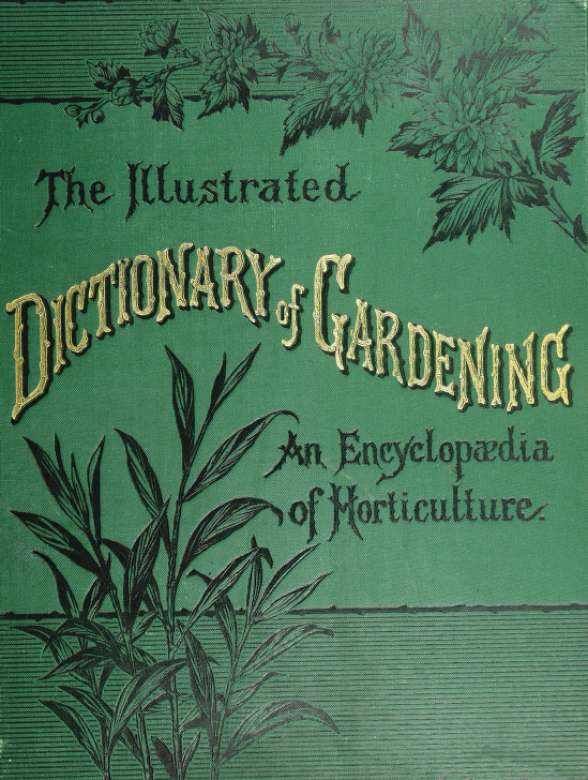

Nicholson écrivit pour le Journal of Botany, British and Foreign (en) de 1875 avec un article intitulé « The wild flora of Kew Gardens and Pleasure grounds ». Il écrivit aussi des articles pour The Garden à propos de la culture des arbres et des arbustes.
Sa publication la plus importante est une encyclopédie intitulée Illustrated Dictionary, considérée très vite comme une référence et bientôt traduite en français. La Royal Horticultural Society, qui a publié un Dictionary of Gardening à  Oxford, a pris l'ouvrage de Nicholson Illustrated Dictionary, comme base, retenant la trame de son prédécesseur.
Nicholson fait autorité dans le domaine des chênes et des érables ; il est juge de la section horticulture à l'Exposition universelle de 1893 à Chicago. Il inspecte l'arboretum Arnold et quelques autres jardins remarquables aux États-Unis, dont il rédige un rapport intitulé Horticulture and Arboriculture in the United States publié dans le Kew Bulletin de février 1894.

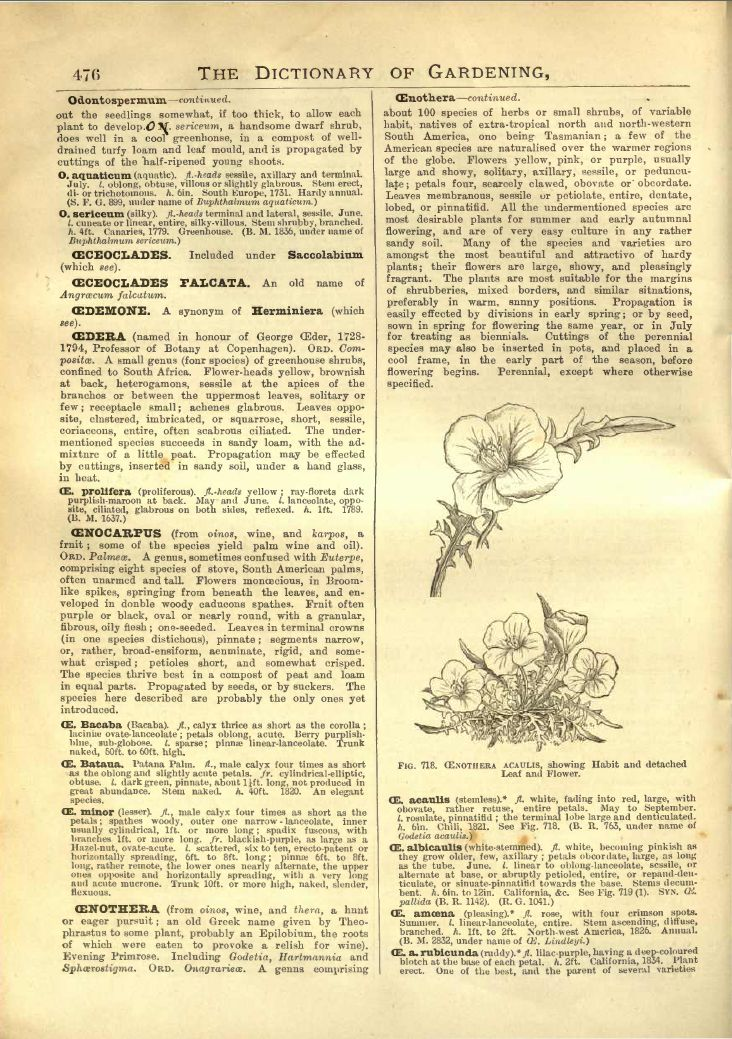
Page de The Illustrated Dictionary of Gardening

Il est élu membre de la Linnean Society of London en 1898, et reçoit en 1894 la médaille commémorative Veitch en reconnaissance de ses services dans le domaine du jardinage et la médaille Victoria de l'honneur en 1897. Sa collection de plants britanniques est léguée au professeur Trail qui, avec les spécimens de Trail constitue la base de la collection britannique d'Aberdeen. Son abréviation botanique est G.Nicholson.
Nicholson est aussi l'un de ceux à l'initiative de la phase de planification du jardin botanique de Cruickshank (en).